# Gimnastyka na Letnich Igrzyskach Olimpijskich 1904 – ćwiczenie na poręczach

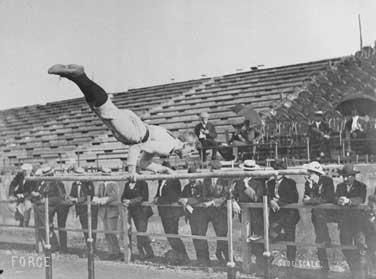
Ćwiczenie na poręczach mężczyzn na igrzyskach 1904 w Saint Louis

Ćwiczenie na poręczach mężczyzn było jedną z jedenastu konkurencji gimnastycznych rozgrywanych podczas III Letnich Igrzysk Olimpijskich w Saint Louis. Zawody odbyły się w dniu 28 października 1904 na stadionie Francis Field.
Nie zachowały się informacje o liczbie zawodników startujących w tej konkurencji. Znamy tylko nazwiska medalistów. Wszyscy oni pochodzili ze Stanów Zjednoczonych Ameryki.

## Wyniki
| Pozycja | Zawodnik     | Punkty |
| ------- | ------------ | ------ |
| 1.      | George Eyser | 44     |
| 2.      | Anton Heida  | 43     |
| 3.      | John Duha    | 40     |